# Collines noires (roman)
Pour les articles homonymes, voir Collines noires.
Collines noires (titre original : Black Hills) est un roman de l'écrivain américain Dan Simmons publié en 2010 puis traduit en français et publié en 2013.

## Résumé
Paha Sapa est un Indien lakota, tribu sioux vivant dans le Dakota du Sud. Son nom signifie « Collines-Noires » en lakota ; il le porte car il est né près des collines Noires et que les trois hommes les plus importants de son village ont rêvé de ce lieu la nuit de sa naissance, à la fin du mois d'août 1865.
Le 25 juin 1876, à presque onze ans, Paha Sapa assiste à la bataille de Little Bighorn qui voit s'affronter le 7e régiment de cavalerie de l'armée américaine du lieutenant-colonel George Armstrong Custer à une coalition de Cheyennes et de Sioux constituée à l'initiative de Sitting Bull. Il touche le corps de George Armstrong Custer au moment de sa mort et l'âme de ce dernier s'infiltre alors dans son corps. Quelques jours après, il rencontre dans une grotte à Bear Butte un Cheyenne qui se fait appeler Robert Médecine-Douce et qui lui prédit son avenir, notamment la venue d'un fils qu'il prénommera Robert. Paha Sapa quitte la grotte le lendemain et se rend sur la montagne nommée Six grands-pères par les Lakotas et mont Rushmore par les Américains blancs. Il y fait un jeune de dix jours à l'issue duquel il a une vision des quatre têtes de présidents américains sculptées sur le mont Rushmore. Sur le chemin du retour vers son village, il est attaqué par des Crows. Dans sa fuite il est capturé par un détachement de cavaliers américains faisait partie de l'unité du général George Crook et se rendant à Fort Robinson dans le Nebraska.
En août 1877, Paha Sapa s'échappe de Fort Robinson et rejoint la ville minière de Deadwood, dans le Dakota du Sud pour y chercher du travail. Il y rencontre trois jésuites qui ont fondé une minuscule école sous tente installée dans la montagne au-dessus de la ville et qui vont s'occuper de lui.
Au printemps 1893, Paha Sapa, vingt-sept ans, rejoint le Wild West Show de Buffalo Bill. En juillet 1893, alors que le Wild West Show s'est installé à Chicago, Paha Sapa se rend à l'Exposition universelle de 1893 où il fait la connaissance de sa future épouse Rain de Plachette et croise l'historien américain Henry Adams ainsi qu'un éminent explorateur norvégien appelé Jan Sigerson. En juin 1894, Paha Sapa et Rain de Plachette se marient et s'installent dans la réserve indienne de Pine Ridge où Rain est institutrice à l'école de la mission du révérend Henry de Plachette, son père. Paha Sapa travaille alors comme ouvrier agricole et comme garçon vacher dans plusieurs ranches, au nord des terres de l'agence. En 1898, Rain accouche d'un fils qu'ils prénomment Robert puis meurt en 1899.
En 1900, Paha Sapa quitte la réserve de Pine Ridge pour aller travailler comme dynamiteur dans la mine dite de la Sainte Terreur près de la ville de Keystone dans le Dakota du Sud. En 1903, son ami Tarkulich « Big Bill » Slovak, dynamiteur comme lui, meurt lors d'un éboulement accidentel et il décide alors de quitter cette mine pour celle de Homestake, dans la ville de Lead située également dans le Dakota du Sud.
Après avoir terminé ses études au lycée privé de Denver, dans le Colorado, en décembre 1916, puis avoir été dans la foulée admis notamment aux universités de Princeton et Yale, Robert, le fils de Paha Sapa, lui annonce en mai 1917 qu'il vient de engager dans l'armée des États-Unis et qu'il s'apprête à partir se battre en Europe. En novembre 1918, Robert attrape la grippe espagnole. Il succombe à une pneumonie – la complication mortelle la plus courante chez les jeunes atteints de cette grippe – dans un hôpital militaire, près de son cantonnement, au sud de Dunkerque, en décembre 1918.
En 1931, le sculpteur américain Gutzon Borglum se rend dans la mine Homestake pour débaucher Paha Sapa et l'employer dans son chantier de construction sur le mont Rushmore, afin de prendre part aux nombreux travaux de dynamitage pour sculpter quatre têtes de présidents américains. Paha Sapa, qui depuis sa vision du mont Rushmore en 1876 projette de détruire ce qu'il considère comme un affront à sa culture indienne, accepte aussitôt.
Cinq ans plus tard, Paha Sapa, alors âgé de soixante et onze ans, projette de dynamiter les sculptures des présidents américains sur le mont Rushmore au moment de l'inauguration par Franklin Delano Roosevelt du visage de Thomas Jefferson le 30 août 1936. Après avoir installé toute la dynamite nécessaire à cette destruction, Paha Sapa renonce, se rendant compte qu'il n'a pas la faculté de faire volontairement du mal aux autres, ce qui arriverait forcément s'il mettait son plan en exécution. Il décide alors de quitter son emploi et de se rendre au Little Bighorn Battlefield National Monument afin de mettre fin à ses jours. Une fois sur place, il rencontre deux femmes qui s'avèrent être sa bru, Renée Zigmond Adler de Plachette, que son fils a épousé en novembre 1918, et la fille Flora Daelen de Plachette qui est née de cette union. Cette rencontre lui fait abandonner son plan macabre. Peu après, en 1937 à Denver, Flora donne naissance à un garçon, Robert Adler Ochs, petit-fils de Paha Sapa.
En 1937, Paha Sapa s'installe dans un lieu reculé au fin fond des Black Hills, où il s'est construit une maison petite mais confortable. Il meurt seul chez lui, dans les collines Noires, en août 1959, à l'âge de quatre-vingt-treize ans.

## Éditions
- Black Hills, Reagan Arthur Books, 24 février 2010, 487 p.  (ISBN 978-0-316-00698-9)
- Collines noires, Robert Laffont, 17 octobre 2013, trad. Odile Demange, 544 p.  (ISBN 978-2-221-12265-5)
- Collines noires, Pocket no 7111, 16 octobre 2014, trad. Odile Demange, 800 p.  (ISBN 978-2-266-22973-9)